# Rechtspflegergesetz (Deutschland)
Das Rechtspflegergesetz (RPflG) regelt in Deutschland die Aufgaben und die Stellung des Rechtspflegers. Daneben werden die Verfahren vor dem Rechtspfleger konkretisiert. Das 1969 in Kraft getretene Rechtspflegergesetz löste das 1957 erlassene Rechtspflegergesetz (BGBl. I S. 18, ber. S. 44) mit Wirkung vom 1. Juli 1970 ab. 
Das Rechtspflegergesetz ergänzt sowohl Verfahrensvorschriften (insbesondere die Zivilprozessordnung und das FamFG), als auch andere Rechtsnormen (unter anderem das Gerichtsverfassungsgesetz und das DRiG). 
Die Gesetzgebungskompetenz des Bundes hinsichtlich des Rechtspflegergesetzes kann verfassungsrechtlich auf Art. 74 Abs. 1 Nr. 1 GG gestützt werden. Im Übrigen ist das Rechtspflegergesetz ein Rahmengesetz, das den Ländern die Möglichkeit eröffnet, weitere Aufgaben für den Rechtspfleger (§ 37 RPflG) vorzusehen. Hinsichtlich der Ausbildung zum Rechtspfleger (Diplomstudiengang an einer Fachhochschule für Rechtspflege oder an einer Fachhochschule für öffentliche Verwaltung) sind Ländervorschriften erlassen worden. 
Das Rechtspflegergesetz gibt gegen Entscheidungen des Rechtspflegers grundsätzlich den Rechtsbehelf, der auch gegen Entscheidungen des Richters statthaft wäre (§ 11 RPflG). 
Das Rechtspflegergesetz ist selbst in sechs Abschnitte geteilt. Dies sind:
1. Aufgaben und Stellung des Rechtspflegers (§§ 1 bis 13)
2. Dem Richter vorbehaltene Geschäfte auf dem Gebiet der freiwilligen Gerichtsbarkeit sowie in Insolvenzverfahren und schifffahrtsrechtlichen Verteilungsverfahren (§§ 14 bis 19b)
3. Dem Rechtspfleger übertragene Geschäfte in bürgerlichen Rechtsstreitigkeiten, in Festsetzungsverfahren, Verfahren bei gerichtlichen Entscheidungen in Straf- und Bußgeldverfahren, Verfahren vor dem Patentgericht, auf dem Gebiet der Aufnahme von Erklärungen und der Beratungshilfe (§§ 20 bis 24a)
4. Sonstige Vorschriften auf dem Gebiet der Gerichtsverfassung (§ 25 ist weggefallen, §§ 26 bis 28)
5. Dem Rechtspfleger übertragene Geschäfte in anderen Bereichen (§§ 29 bis 32)
6. Schlussvorschriften (§§ 33 bis 40)